# Cut Bank – Kleine Morde unter Nachbarn
Cut Bank – Kleine Morde unter Nachbarn (Originaltitel: Cut Bank) ist ein US-amerikanischer Thriller von Matt Shakman aus dem Jahr 2014. Er spielt in der gleichnamigen Kleinstadt in Montana. In den Hauptrollen sind Liam Hemsworth und Teresa Palmer zu sehen.

## Handlung
Der Automechaniker und Highschool-Absolvent Dwayne McLaren möchte seine Heimat, die Kleinstadt Cut Bank, am liebsten schnell hinter sich lassen. Allein, es fehlt am Geld. Das Problem scheint sich zu lösen, als er scheinbar zufällig zusammen mit seiner Freundin Cassandra filmt, wie der Postbote Georgie Witts auf einem Feld außerhalb der Stadt erschossen wird, da die Postgesellschaft für Hinweise zu Verbrechen an ihren Beamten 100.000 Dollar zu zahlen bereit ist. Er zeigt das Video dem Sheriff, der Ermittlungen aufnimmt, allerdings keine Leiche findet. Dwayne, Georgie und der indianischstämmige Match haben den Mord jedoch nur gefälscht, um an die Belohnung zu kommen. Georgie hält sich auf einem Grundstück versteckt, das Cassandras Vater, „Big Stan“ Steeley gehört. Dieser entdeckt Georgie auf dem Grundstück, wird aber von Letzterem mit einer Zange niedergeschlagen.
Der geistig angeschlagene Derby Milton ist unterdessen auf der Suche nach einem Päckchen, das Georgie am Tag seiner „Ermordung“ hätte ausliefern müssen. Durch besonders große Fußspuren in der Nähe des Tatorts kommt er Match auf die Spur. Er sucht ihn auf, es kommt zum Streit, bei dem Match in ein Messer fällt und stirbt. Milton findet in Matchs Haus Hinweise auf den Aufenthaltsort Georgies. Er sucht ihn auf, es kommt abermals zum Streit, Georgie verrät seinen Komplizen Dwayne und Milton erschlägt ihn mit einem Kuhfuß. Als der Sheriff eintrifft, findet er sowohl Georgies Leiche als auch den bewusstlosen Big Stan, der ins Krankenhaus eingeliefert wird.
Bei der Veranstaltung der Wahl zur „Miss Cut Bank“, an der auch Cassandra teilnimmt, trifft Milton auf Dwayne. Dieser flieht im Auto zu seinem Haus. Milton folgt ihm und stellt ihn dort. Cassandra trifft ein und beide werden von Milton gezwungen, in dessen Wagen zu Dwaynes Mietgarage zu fahren, um dort das Päckchen zu finden.
Nach der Übergabe versucht Milton, die beiden zu töten, wird aber vom Sheriff überrascht und erschossen.
Der Sheriff fügt der Leiche Georgies nachträglich die fehlenden Schusswunden zu, um den Ermittler der Post, Joe Barrett zu täuschen. Da er Dwaynes Plan auf die Schliche gekommen ist, ist dieser gezwungen, das Geld zu Gunsten des Sheriffs aufzugeben.

## Hintergrund
- Seine Premiere feierte der Film am 10. September 2014 auf dem Toronto International Film Festival. Im deutschsprachigen Raum war er am 4. Oktober auf dem Zurich Film Festival in Zürich zu sehen, lief allerdings ansonsten nicht im Kino.
- Das Drehbuch zu Cut Bank schaffte es im Jahr 2009 auf die schwarze Liste der besten unverfilmten Drehbücher Hollywoods.
- Gedreht wurde der Film in Edmonton und Innisfree in der kanadischen Provinz Alberta.
- Matt Shakman führte bisher nur bei Fernsehserien wie Mad Men oder Fargo Regie. Für Cut Bank saß er das erste Mal bei einem Spielfilm auf dem Regiestuhl.

## Kritik
Insgesamt wurde der Film durchschnittlich bewertet. Rotten Tomatoes zählt bei 34 Rezensionen 32 Prozent positiv, während die IMDb eine Benutzerwertung von sechs von zehn möglichen Sternen verzeichnet.

„Ein Hauch der Filme der Coen-Brüder weht durch diesen stimmungsvollen und prominent besetzten Thriller, und das ist bei näherem Hinsehen auch gar kein Wunder, hat doch Regisseur Matt Shakman auch ein paar Folgen der auf dem Kinofilm basierenden TV-Serie ‚Fargo‘ gedreht. Während Nebendarsteller wie John Malkovich, Oliver Platt und Billy Bob Thornton groß aufspielen, bleibt ‚Hunger Games‘-Star Liam Hemsworth in der Hauptrolle auffallend blass. Tipp für Thrillerfans.“